# Bistum Kamjanez-Podilskyj
Das Bistum Kamjanez-Podilskyj (lateinisch Dioecesis Camenecensis Latinorum, ukrainisch Кам'янець-Подільська дієцезія) ist ein römisch-katholisches Bistum im Südwesten der Ukraine mit Sitz in Kamjanez-Podilskyj. Der Kirchensprengel umfasst heute die Oblaste Chmelnyzkyj und Winnyzja.
Das Bistum wurde am 13. Februar 1375 errichtet. Zunächst war es Suffraganbistum des einstigen Erzbistums Halytsch, ab 1414 Suffragan des Erzbistums Lwiw, zu dem es seit 1991 wieder gehört.